# Diego López (ur. 1974)
Luis Diego López Breijo (ur. 22 sierpnia 1974 w Montevideo) – urugwajski piłkarz pochodzenia hiszpańskiego występujący na pozycji środkowego obrońcy, a także trener.

## Kariera klubowa
Pierwszym klubem Diego Lópeza było River Plate Montevideo. W barwach tego zespołu rozegrał 37 spotkań w urugwajskiej Primera División. Pierwszy występ zaliczył w 1994. W tym samym sezonie zdobył dwie i jedyne bramki dla River Plate.
W 1996 przeniósł się do Hiszpanii. Został bowiem zawodnikiem Racingu Santander, grającego w Primera División. W drużynie tej występował przez dwa sezony. W sumie rozegrał tu 62 spotkania.
W 1998 trafił do włoskiego Cagliari Calcio. Grał tam 12 lat, w ciągu swojej kariery zdołał wystąpić zarówno we włoskiej Serie A, jak i w Serie B. 5 października 2008, w spotkaniu z Milanem, rozegrał 300 mecz dla tej ekipy. Po sezonie 2009/2010 Urugwajczyk zakończył piłkarską karierę.

## Kariera reprezentacyjna
Jest byłym reprezentantem Urugwaju. W sumie, w drużynie narodowej wystąpił 34-krotnie. Wraz z kolegami zdobył złoty medal Copa América 1995. W finale pokonali Brazylię po rzutach karnych. Cztery lata później zdobył srebro. W finale Copa América 1999 Urugwaj uległ właśnie „Canarinhos”. Ostatni mecz w reprezentacji zaliczył w 2005.

## Sukcesy
- Copa América: 1995
- Finał Copa América: 1999